# Тупољев Ту-2
Тупољев Ту-2, (рус. Туполев Ту-2), (НАТО назив Bat) је двомоторни средње тешки тактички бомбардер на клипно елисни погон руског пројектанта авиона Тупољев који је пројектован уочи напада Немачке на СССР. У току развоја носио је име АНТ-58 и „авион 103". Имао је велику брзину и пројектован је да оспори немачки Јункерс Ju 88. Поред бомбардера из овог типа авиона су развијени ловац пресретач, извиђач и торпедоносац. Први лет прототипа био је 29. јануар 1941. године.

## Пројектовање и развој
У време почетка радова на пројектовању авиона Ту-2, 1938. године Тупољев је са својим људима из конструкционог бироа (ОКБ 156 Тупољев (Опитни Конструкциони Биро - Тупољев)) био у затвору због оптужбе да је продао планове Немцима за авион Месершмит Bf-110. Да не би седели беспослени наређено им је да конструишу нови седњи бомбардер. Тим се прихватио посла и ускоро настаје прототип АНТ-58 кога власти називају „авион 103" јер затвореници нису имали право да авионе означавају својим именима (АНТ су иницијали А. Н. Тупољева.). Авион је полетео 29. јануара 1941 и на тестирању показао изванредне резултате: брзину од 635 km/h, долет од 2.500 km и плафон лета преко 10.000 m. Авион је био опремљен линијским моторима Микулин М-37 снаге 1.400 KS пошто се током испитивања показало да овај мотор није баш поуздан, Тупољев је одмах предложио и направио варијанту авиона са радијалним моторима Швецов АШ М-82 са снагом 1.330 KS који је назван АНТ-60 ("авион 103В"). Због мање снаге овај авион је имао нешто лошије карактеристике али је био много поузданији те је стога прихваћен за серијску производњу

### Технички опис
Авион Тупољев Ту-2 је потпуно металне конструкције, високо средњокрилац са два клипно елисна ваздухом хлађена радијална мотора АШ-82 који су постављени по један на свако крило. Сваки мотор има металне елисе са три пераја и променљивим кораком, а касније верзије ових авиона имају елисе са по четири пераја. Авион има увлачећи стајни трап система трицикл, предње ноге које представљају и основне, имају по један точак са гумом ниског притиска који се увлачи у простор иза носача мотора, а задња ноге се налазе испод репног дела авиона „клавирска“ нога. Авион има укупно 3 точка који му омогућавају безбедно слетање и на лоше припремљеним пистама. Труп авиона је округлог попречног пресека и у њега се могу сместити 3 бомбе по 1.000 kg. На репу авион има два вертикална кормила правца која се налазе на крајевима хоризонталних стабилизатора.

### Варијанте авиона Тупољев Ту-2
Авион Ту-2 је био добар авион те стога није чудо што је имао јако широку примену а тиме и велики број варијанти
- АНТ-58/"авион 103" - радни називи пројекта авиона Ту-2,
- АНТ-67 - варијанта авиона Ту-2 бомбардер дугог долета,
- Ту-1 - варијанта авиона Ту-2 ловац дугог долета,
- Ту-2 - варијанта авиона Ту-2 са моторима М-82 (ваздухом хлађени радијални), снаге 1450 KS, оклопљен 1942. година,
- Ту-2С (АНТ-61) - варијанта авиона Ту-2 са моторима М-82ФН (ваздухом хлађени радијални), снаге 1670/1850 , 1943. година,
- Ту-2Д (АНТ-62) - варијанта авиона Ту-2С дугог долета са моторима М-82ФН (ваздухом хлађени радијални), снаге 1670/1850 , 1943. година,
- Ту-2ДБ (АНТ-64) - варијанта авиона Ту-2С бомбардер дугог долета,
- Ту-2Ф (АНТ-64) - варијанта авиона Ту-2С намењен извиђању и аерофотографисању,
- Ту-2Г - варијанта авиона Ту-2 транспортни (карго) авион великих врзина,
- Ту-2К - варијанта авиона Ту-2 експериментални авион за тестирање избацивања седишта,
- Ту-2М - прототип авиона (конверзија) са моторима М-83ФН,
- Ту-2Х - прототип авиона (конверзија) за испитивање турбомлазних моторима Ролс-Роис Nene,
- Ту-2Параван - направљена два авиона са уређајем за сечење ушади која везују ваздушне балоне за земљу,
- Ту-2Р - обавештајана (шпијунска) верзија авиона Ту-2,
- Ту-2Ш - експериментална верзија авиона за испитивање наоружања,
- Ту-2РШР - експериментална верзија авиона за испитивање топа РСХР од 57mm,
- Ту-2/104 - прототип авиона Ту-2 пресретач у свим временским условима,
- Ту-2Т (АНТ-62Т) - Торпедна варијанта авиона Ту-2С,
- Ту-6 - извиђачка варијанта авиона Ту-2,
- Ту-8 (АНТ-69) - бомбардер дугог долета, са моторима Швецов АМ-39ФН-2 снаге 1.850KS,
- Ту-10 (АНТ-68) - прототип бомбардера опште намене, са моторима Швецов АМ-39ФН-2 снаге 1.850KS, макс. брзина 641km/h, полетео 19. маја 1945. година[5]
- Ту-2УТБ - школска верзија авиона Ту-2.

## Оперативно коришћење
Три авиона нулте серије, са ознаком Ту-2, су испоручена трупи ради тестирања у ратним условима и оцењена су као изванредна, међутим серијска производња почета 1942. године је прекинута па настављена 1943. године из једноставног разлога што је Ту-2 делио погонске групе (мотор АШ М-82) са ловцем Лавочкин који је имао приоритет па је у Ту-2 уграђивано оно што је преостало од ловаца. Са друге стране оперативан је био сличан бомбардер Петљаков Пе-2 па руководство није инсистирало на производњи и Авиона Ту-2. На инсистирање борбене јединице која је имала прилике да користи овај авион руководство је попустило и почела је серијска производња, тако да се корист од ових авиона осетила тек у завршним операцијама Другог светског рата.
Авион се показао поуздан, изузетно популаран, и без потребе за модификацијама у току своје оперативне употребе. Авион је служио кратко у Совјетском Савезу, али друге социјалистичке земље су га користиле дуги низ година. Севернокорејско ваздухопловство га је користило током Корејског рата, а неке друге земље све до 1961. Послератне верзије су укључивале авион за подршку с топом 37 mm, радаром опремљен авион и високолетећи Тупољев Ту-6 са већим распоном крила и повећаним репом.

## Наоружање
- Стрељачко: типично 3 митраљеза 12,7 mm Березин БС за одбрану, један у задњем делу кабине, други у леђној куполи, трећи у подтрупној позицији, и 2 топа 20 mm ШВАК у крилима за нападна дејства (касније често 23 mm).
- Бомбе: 2.270 kg, касније и до 3.000 kg у трупу.
- 10 лансера за ракете РС-132.

## Земље које су користиле авион Ту-2
- СССР
- НР Бугарска
- Кина
- НР Мађарска
- Индонезија
- Северна Кореја
- НР Пољска
- НР Румунија